# (28615) 2000 FS10
2000 أف أس 10 (ويعرف أيضًا باسم (28615) 2000 أف أس 10 وفق تسمية الكوكب الصغير) (بالإنجليزية: 2000 FS10)‏ هو كويكب ضمن حزام الكويكبات؛ وترتيبه 28615 من حيث الاكتشاف.
اكتُشف هذا الجُرم الفلكي بواسطة جون بروفتون في 31 مارس 2000.

## وصلات خارجية
- (28615) 2000 FS10 في قاعدة بيانات مختبر الدفع النفاث لأجرام النظام الشمسي الصغيرة

- الاكتشاف · مخطط المدار ·  العناصر المدارية · المعلمات المادية

- (28615) 2000 FS10 على موقع ويكي سكاي: DSS2, SDSS, GALEX, IRAS, Hydrogen α, X-Ray, Astrophoto, Sky Map, Articles and images